# Villa Gernetto
La Villa Gernetto, conosciuta anche come Villa Mellerio o Villa Somaglia, è situata a Gerno, frazione di Lesmo, in provincia di Monza e Brianza in Lombardia.

## Storia
La villa fu eretta nella seconda metà del Settecento da Simone Cantoni ed ampliata prima da Gianbattista Mellerio, personaggio di grosse facoltà economiche, e nel 1815 dall'architetto Gian Luca della Somaglia. Si tratta di un imponente complesso tardo neoclassico, in posizione panoramica sulla valle del Lambro composto da numerosi corpi di fabbrica che danno vita a ampi cortili sui quali spicca la torre belvedere.
Sul colle del Gernetto venne infatti edificata nel V-VI secolo una rocca con una torre a difesa della Valle del Lambro dove trovano rifugio le popolazioni in fuga da Milano, più volte saccheggiata dai barbari. A testimonianza di ciò nel 1818 venne rinvenuto all'interno del parco un deposito di 273 monete auree romane del periodo tardo-imperiale.
Sorta sul luogo di un possibile insediamento romano e forse di un successivo convento, la Villa Gernetto fu acquistata nei primi anni del Seicento dai Marchesi Molinari che trasformarono l'originario nucleo fortificato in casa di villeggiatura. Nel Settecento la villa divenne poi proprietà dei Mellerio. 
Nel 1815 l'architetto Gian Luca della Somaglia edificò il cortile, la cappella interna dedicata a San Carlo e il ponte nel parco. Si deve a lui, inoltre, la sistemazione del giardino terrazzato rivolto verso il paese. Il giardino della villa venne considerato già dalle cronache e dalle guide dell'epoca una delle maggiori meraviglie del genere per la ricchezza del disegno e la rarità delle essenze contenute. Esso è in parte sistemato  "all'italiana" con terrazzamenti a partiture geometriche collegate da scalinate mentre una porzione è occupata da un vasto parco paesistico con annesse aree boscate. 
La Villa Gernetto fu più tra le più celebrate dell'inizio del 1800 e tra le più ambite per i fastosi ricevimenti dati dal conte Giacomo Mellerio vicepresidente del Governo del Lombardo-Veneto nel 1816. In quel tempo la Villa doveva risultare molto ricca anche negli interni, sia nell'arredamento che nelle decorazioni, come è attestato dalla presenza in quel periodo nella cappella privata di due bassorilievi funebri scolpiti dal Canova, nonché delle altre opere scultoree del Fabris. 
Nel 1975 il complesso fu acquistato dal Credito Italiano che lo trasformò in un centro di formazione per il suo personale annettendo alla villa anche il vecchio complesso di stalle e fienili adiacente ad essa. In seguito la proprietà divenne Pirelli & C. Real Estate. Nel 2007 fu acquistata dalla società Fininvest Sviluppi Immobiliari S.p.A. di Silvio Berlusconi  che nell'aprile del 2008 diede il via ai lavori di restauro ad opera dello studio di architettura Studio Magnano & Partners di Macherio.